# Lasy Nadodrzańskie
Łasy Nadodrzańskie – pas lasów przylegający do wschodniego brzegu Odry, rozpoczyna się w okolicach Kostrzyna nad Odrą i ciągnie się do Widuchowej. Obejmuje obszar ok. 500 km² i składa się z czterech kompleksów leśnych oraz małych obszarów przylegających. Na północy są to Lasy Widuchowskie, Puszcza Piaskowa porastająca Wzgórza Krzymowskie, Lasy Mieszkowickie i położone na południu Lasy Boleszkowickie. Niektóre partie Lasów Nadodrzańskich pokrywają obszary o bogatej rzeźbie, szczególnie na terenach przylegających bezpośrednio do Odry.